# Okamejei philipi
Okamejei philipi är en rockeart som först beskrevs av Lloyd 1906.  Okamejei philipi ingår i släktet Okamejei och familjen egentliga rockor. IUCN kategoriserar arten globalt som otillräckligt studerad. Inga underarter finns listade i Catalogue of Life.